# Каррель, Алексис
Алекси́с Карре́ль (фр. Alexis Carrel; 28 июня 1873[…], Сент-Фуа-ле-Лион — 5 ноября 1944[…], Париж) — французский хирург, биолог, патофизиолог и евгенист, лауреат Нобелевской премии по физиологии и медицине в 1912 году («За признание работы по сосудистому шву и трансплантации кровеносных сосудов и органов»). В 1924 и 1927 годах избирался членом-корреспондентом и почётным членом АН СССР. Считается неоднозначной личностью из-за его клерикальных убеждений, евгенических идей о неравенстве людей, сотрудничества с коллаборационистским правительством Виши и ультраправой Французской народной партией.

## Биография

### Образование и ранняя карьера
Окончил медицинский факультет Лионского университета, в 1900 году получил степень доктора медицины. С 1900 по 1902 год преподавал в университете анатомию.
Будучи под впечатлением от смерти президента Франции Мари Франсуа Карно, который умер 24 июня 1894 года после нападения террориста от кровотечения при повреждении артерии, Каррель с 1902 года начал заниматься разработкой методов сшивания кровеносных сосудов.

### Духовная трансформация и переезд в США
В 1903 году Каррель, сопровождая паломничество больных в Лурд, стал свидетелем события, которое описывал как необъяснимое с медицинской точки зрения исцеление пациентки Мари Байи с запущенным перитонеальным туберкулезом. В своих заметках он пишет о себе в третьем лице под псевдонимом «доктор Леррак». Это событие привело к глубокой трансформации его мировоззрения от скептицизма к религиозности.
Поворот к религиозности настроил против него ряд бывших коллег. В 1904 году Каррель уехал в Канаду, затем в США, где стал ассистентом Физиологического института при Чикагском университете.

### Работа в Рокфеллеровском институте и Нобелевская премия
В 1906 году по приглашению Симона Флекснера Каррель стал членом совета Рокфеллеровского института (впоследствии Рокфеллеровского университета).
В 1912 году, в возрасте 39 лет, был удостоен Нобелевской премии по физиологии и медицине за новаторские работы в области сосудистой хирургии и трансплантации органов.

### Первая мировая война и раствор Карреля-Дэкина
Во время Первой мировой войны служил в медицинских частях французской армии и использовал свой метод сшивания сосудов при лечении раненых солдат. За заслуги в военные годы награждён орденом Почетного легиона.
В содружестве с биохимиком Генри Д. Дэкином Каррель разработал дезинфицирующее средство, состоящее из забуференного водного раствора гипохлорита натрия (раствор Карреля-Дэкина). Этот раствор использовался при промывании и обработке ран во время хирургических вмешательств и значительно снизил частоту возникновения гангрены среди раненых солдат.

### Пионерские исследования в области тканевых культур
Каррель был пионером в культивировании живых тканей в лабораторных условиях. Он и его коллеги взяли кусочек ткани сердца куриного эмбриона и поддерживали клетки жизнеспособными и размножающимися при последующих переносах в свежую питательную среду.
Эта линия клеток соединительной ткани поддерживалась в течение 34 лет (в некоторых источниках говорится лишь о 24), пережив самого ученого. Позже опыт был признан недействительным, так как в результате расследования было выяснено, что Каррель и его ученики вместе с обновлением среды добавляли новые стволовые клетки сердца.

### Сотрудничество с Чарльзом Линдбергом
В начале 1930-х годов Каррель предпринял попытку культивирования целых органов в лабораторных условиях. В этих опытах ему помогал Чарльз Линдберг, который изобрел перфузионную систему для циркуляции питательной жидкости через изолированный орган во влажной камере.
Этот аппарат экстракорпоральной перфузии позволял поддерживать жизнеспособность изолированных органов часами и даже сутками вне тела донора, заложив основу современных протоколов сохранения трансплантатов.

### Публикация "Человек, неизвестное" и поздние годы
В 1935 году Каррель опубликовал книгу "Человек, неизвестное" (L'Homme, cet inconnu), ставшую международным бестселлером, переведенным на 19 языков. В ней он изложил свои взгляды на человеческую природу, включая евгенические идеи, характерные для научной парадигмы того времени, но впоследствии признанные неприемлемыми.
В 1938 году Каррель уволился из Рокфеллеровского института, получив звание заслуженного профессора.

### Вторая мировая война и деятельность при режиме Виши
После начала Второй мировой войны и оккупации немцами части территории Франции Каррель вернулся в Париж. При поддержке правительства Виши он возглавил "Французский фонд изучения человеческих проблем" (Fondation Française pour l'Étude des Problèmes Humains), созданный указом от 17 ноября 1941 года.
Его деятельность на этом посту впоследствии стала предметом критики и привела к посмертному переименованию многих объектов, названных в его честь.

## Взгляды

### Научно-философские воззрения
В 1935 году Каррель опубликовал книгу «Человек — неизвестное», которая стала международным бестселлером, переведенным на 19 языков. В этой работе он анализировал известное и неизвестное о человеческом теле и человеческой жизни, а также описывал проблемы современного мира и предлагал свой взгляд на их решение.
Каррель критиковал индустриальную цивилизацию, утверждая, что современный путь развития общества ведет к биологической и духовной дегенерации человека. Он предлагал создать синтез между научным материализмом и духовностью, что стало особенно заметно после его опыта в Лурде, где он считал, что наблюдал необъяснимое с медицинской точки зрения исцеление.

### Евгенические идеи
Книга «Человек — неизвестное» содержала ряд евгенических идей, характерных для научной парадигмы первой половины XX века. Каррель утверждал, что люди биологически неравны, постулировал умственную и физиологическую отсталость определенных социальных групп и доказывал, что качества передаются по наследству.
«Мы должны изолировать детей, наделенных высоким потенциалом, и развивать его насколько возможно. Таким образом мы получим не наследственную аристократию. Такие дети находятся в разных классах общества, хотя выдающиеся люди чаще встречаются в выдающихся семьях. [...] Сыновья богатых, ровно как и сыновья преступников, должны изыматься из их естественной среды в младенческом возрасте. Разлученные со своей семьей, они могут проявить свою наследственную силу. [...] Невероятно одаренная семья из Нью-Йорка произошла от тех работал на своей ферме на юге Франции со времен Карла Великого и до Наполеона».
Каррель разрабатывал концепцию "биологической аристократии" и критически относился к принципам эгалитаризма. Он считал, что прогресс предупредительной медицины подавляет естественный отбор, что, по его мнению, приводило к накоплению "неполноценных" генов в популяции.
В своей книге Каррель также писал о "небольших учреждениях для эвтаназии, снабженных соответствующими газами", в которых, как он полагал, следовало бы "гуманно и экономно избавляться" от преступников по решению суда.

### Исторический контекст евгенических взглядов
Евгенические идеи Карреля, хотя и неприемлемые с современной точки зрения, были широко распространены в научных кругах того времени как в Европе, так и в США. К 1931 году тридцать американских штатов имели законы о принудительной стерилизации. Евгеника преподавалась в ведущих университетах и поддерживалась многими видными учеными и общественными деятелями.

### Деятельность во время Второй мировой войны
Во время немецкой оккупации Франции Каррель возглавлял "Французский фонд изучения человеческих проблем" (Fondation Française pour l'Étude des Problèmes Humains), созданный указом правительства Виши от 17 ноября 1941 года. Эта организация официально занималась "изучением мер по обеспечению улучшения и развития французского населения".
Существуют документальные свидетельства о том, что Каррель участвовал в разработке законопроекта о принудительной стерилизации лиц, признанных "биологически неполноценными". В то же время, в частной переписке, опубликованной историком Андре Пишо в 1996 году, Каррель выражал неодобрение антисемитской политики нацистов, хотя публично никогда не осуждал её.

## Известные цитаты
- Всякий человек есть история, не похожая ни на какую другую[15][16].
- Есть лишь один способ добиться того, чтобы каждый учёный обладал большими знаниями и талантом, — уменьшить число ученых[15][16].
- Человек не может переделать себя без страданий, он скульптор, создающий себя из мрамора.

## Память и переоценка его исторического значения

### Исторические упоминания
Каррель и его опыты послужили прототипами для Мориса Ренара в его романах "Доктор Лерн" и "Руки Орлака".
В 1979 г. Международный астрономический союз присвоил имя Алексиса Карреля кратеру на видимой стороне Луны.

### Переоценка наследия и переименования
С конца XX — начала XXI века наследие Карреля подверглось критическому переосмыслению в связи с его евгеническими взглядами и деятельностью во время режима Виши. Это привело к многочисленным переименованиям объектов, носивших его имя, особенно во Франции.
- В феврале 2018 года, после года общественных дебатов и петиций от ассоциаций борцов Сопротивления, власти Лиона проголосовали за переименование университетской больницы "Hôpital Alexis-Carrel" в "Hôpital Sud".
- В октябре 2019 года лицей в шестом округе Лиона, носивший имя Карреля с 1944 года, был переименован в лицей Рене Кассена, юриста-гуманиста, работавшего над Всеобщей декларацией прав человека.
- В марте 2020 года в парижском пригороде Кламар площадь Карреля с его бюстом была переименована в площадь Пьера Семара, коммуниста и антифашиста, казненного нацистами в 1942 году.
- Улица Карреля в лионском районе Брон с 2019 года стала улицей Мари Маделин Фуркад, руководительницы разведывательной сети Сопротивления "Альянс".
- В честь Карреля была названа улица в г. Гатино (Квебек). В 2015 г. «Центр по еврейским делам» добился переименования её в улицу Марии Кюри, несмотря на желание большинства жителей улицы сохранить название[17].

### Научное наследие в современности
В некоторой современной медицинской литературе техника сосудистого шва Карреля часто описывается как "классический метод", иногда без упоминания автора или с примечаниями о его "проблематичных взглядах". В библиотеке медицинского факультета университета Лиона книги Карреля хранятся в специальной секции "исторических текстов".

### Дискуссии о "культуре отмены"
Случай Карреля часто приводится в академических дискуссиях как пример "культуры отмены" в отношении исторических фигур с противоречивым наследием. Некоторые исследователи указывают на избирательность исторической памяти, отмечая, что другие известные личности с документированными связями с нацистским режимом (например, Коко Шанель, Хуго Босс, Фердинанд Порше, Герберт фон Караян) не подверглись аналогичному уровню посмертной критики и сохранили свое положение в культурном пантеоне.
Историки также отмечают, что в случае Карреля особое внимание к его евгеническим взглядам может быть связано с отсутствием коммерческого бренда, заинтересованного в защите его репутации, в отличие от создателей модных домов или автомобильных компаний.

### Религиозный аспект
Некоторые исследователи отмечают, что религиозные взгляды Карреля, особенно после его опыта в Лурде, также могли сыграть роль в посмертной критике его фигуры, особенно в контексте французского антиклерикализма. Его работы, представлявшие синтез научного материализма и католической духовности, сделали его неудобной фигурой как для сциентистской ортодоксии, так и для традиционного католицизма.